# Hurepoix
Hurepoix je region ve Francii. Nachází se jižně od Paříže na území departementů Essonne, Hauts-de-Seine, Val-de-Marne a Yvelines. Tradičním střediskem je Dourdan, dalšími významnými městy jsou Montlhéry, Corbeil-Essonnes a Massy. Rozloha Hurepoix je přibližně 900 km². Dělí se na dvě části: pays de Josas na severozápadě a pays de Chastres na jihovýchodě.
Název Hurepoix pochází z latinského pagus Heripensis, což pravděpodobně vzniklo ze starého názvu pro řeku Orge Orobia. Montlhéry bylo od roku 991 sídlem rodu Montmorencyů. Od roku 1976 je Hurepoix součástí regionu Île-de-France.
Hurepoix leží v Pařížské pánvi a nacházejí se zde zbytky mořských sedimentů. V oblasti se těží stavební pískovec. Hlavními řekami jsou Essonne, Orge a Bièvre. Severní část regionu patří k pařížské aglomeraci a je hustě zalidněná, na jihu převládá zemědělství – pěstují se brambory, cukrová řepa, obilí a jahody. Produkcí fazolí proslulo město Arpajon. Lesy Forêt de la Roche Turpin a Forêt de Meudon jsou využívány Pařížany k rekreaci.
Nachází se zde množství zámků, např. v Chamarande, Écharconu, Sceaux, Le Val-Saint-Germain a Dampierre-en-Yvelines. Longpont-sur-Orge je proslulé gotickou bazilikou. Ukázkou moderní architektury je katedrála Vzkříšení a svatého Korbiniána v Évry. V Palaiseau bylo v roce 1991 otevřeno muzeum, představující původní způsob života místních obyvatel. Ve sportovním světě je známý autodrom Linas-Montlhéry z roku 1924.